# Parco del Valentino
Il parco del Valentino (parch dël Valentin, o semplicemente ël Valentin, in piemontese) è un celebre parco pubblico di Torino che si estende lungo la riva sinistra del Po. È situato nel quartiere di San Salvario, a ridosso del centro storico torinese.
Confina:
- a est con la sponda sinistra del fiume Po;
- a nord con corso Vittorio Emanuele II, dove terminano i Murazzi;
- a ovest con corso Massimo D'Azeglio;
- a sud si restringe, seguendo via Francesco Petrarca e la sua prosecuzione, corso Sclopis, e continuando lungo il corso del Po e corso Unità d'Italia con una lingua che si perde verso Moncalieri.

Il Valentino ha un'estensione di 421000 m² e, secondo la classifica 2014 di TripAdvisor, risulta essere il parco italiano più apprezzato dai turisti.

## Storia
È certamente il parco torinese più conosciuto, uno dei simboli storici e più popolari della città.
(Piemontesina, canzone popolare)
L'origine del nome è incerta, ma risalirebbe già ai primi insediamenti romani; da documenti del XIII secolo risulta vi fosse un'antichissima cappella titolata a san Valentino (176-273), conservante una parte delle reliquie del santo patrono degli innamorati portate direttamente da Terni. Non è chiaro se successivamente la cappella cadde in rovina o fu distrutta, in ogni caso le reliquie furono traslate nella vicina chiesa di San Vito, in collina, al di là del fiume.
L'area del Valentino fu dapprima abitata dai nobili Birago, che vi costruirono una villa. Verso la metà del XVI secolo Emanuele Filiberto di Savoia acquistò l'intera area .
Nel 1630-1660 vi fu eretto l'omonimo castello, un imponente edificio opera di Carlo e Amedeo di Castellamonte, usato come residenza estiva dei Savoia. L'area passò da semplice parco fluviale del Po a struttura organizzata con raffinati giardini. Ma fu soltanto nel XIX secolo che iniziarono i lavori per trasformare la zona nell'attuale pittoresco parco cittadino, secondo il progetto romantico del paesaggista francese Barrillet-Dechamps.

### Esposizioni
Il parco del Valentino fu il sito di varie esposizioni nazionali e internazionali. Quasi tutti gli edifici costruiti in queste occasioni avevano natura temporanea, e solo in casi eccezionali è stato stabilito di conservarli fino ai giorni nostri.
In occasione dell'Esposizione generale italiana del 1884, venne realizzato il caratteristico Borgo medievale sulla parte più meridionale del parco, su progetto coordinato da Alfredo d'Andrade, grande esperto appassionato di architettura medievale. Il Borgo doveva riproporre gli stili architettonici ispirati ai castelli piemontesi e valdostani del Medioevo, con tanto di rocca visitabile. 
Ospitò poi l'Esposizione generale italiana del 1898, della quale sopravvive la fontana dei dodici mesi, e l'Esposizione internazionale di Torino del 1911.
Mentre il borgo medievale viene oggi utilizzato per periodiche mostre ed eventi artistico-culturali, nel Parco sono state invece realizzate nel corso degli anni numerose mostre floreali (come FLOR 61, allestita in occasione del centenario dell'Unità d'Italia), di cui restano a ricordo ampie aiuole fiorite, il Giardino roccioso e il Giardino montano, con cascatelle, fontane e piccoli corsi d'acqua.

### Opere artistiche

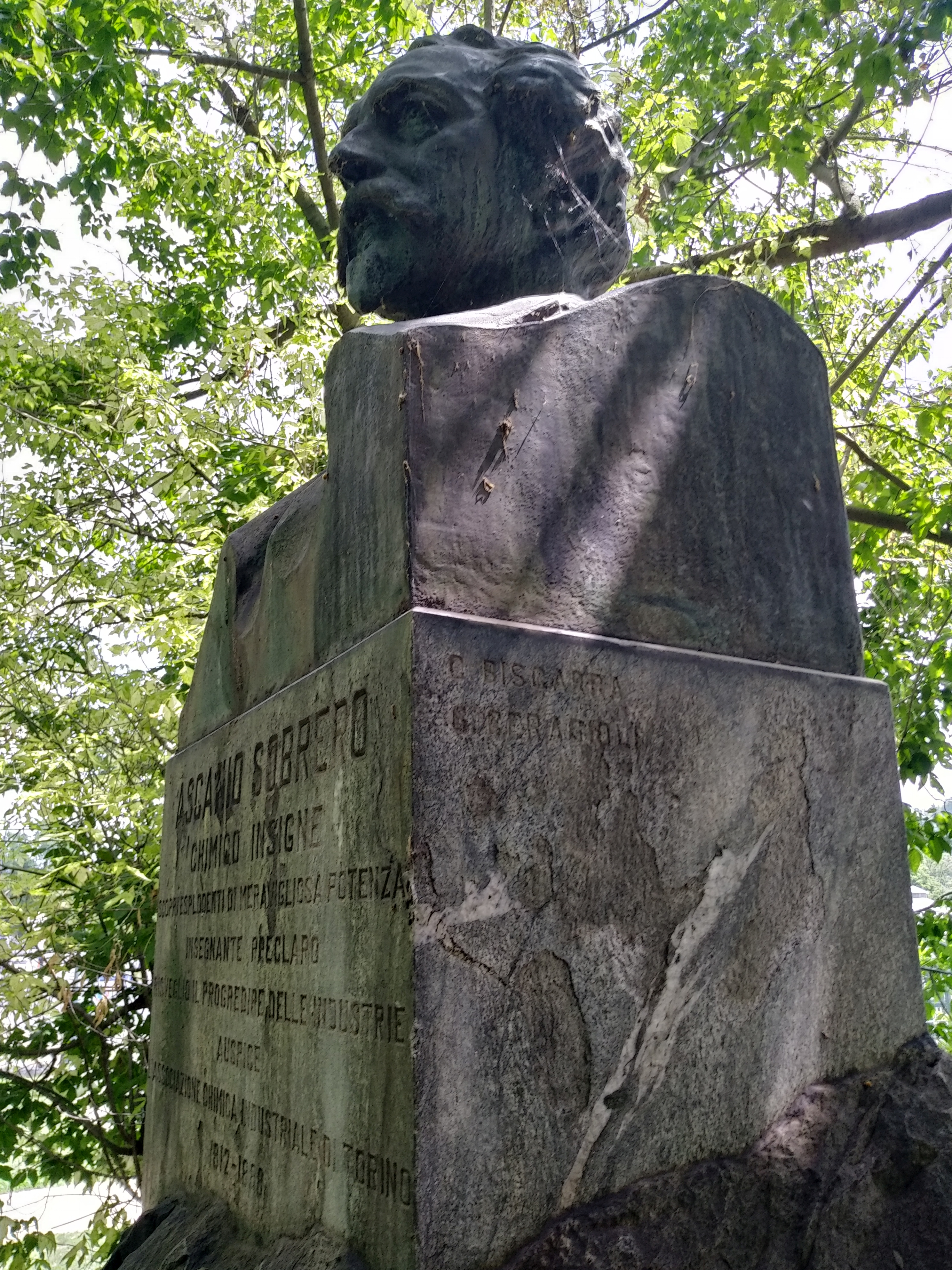
Il monumento a Ascanio Sobrero

Oltre il Borgo Medievale, il Parco del Valentino di Torino ospita altre opere artistiche:
- Fontana dei Dodici Mesi, imponente monumento di Carlo Ceppi costituito da una grande vasca in rococò circondata da dodici statue rappresentanti i dodici mesi dell'anno, costruita nel 1898 per l'Expo relativa Cinquantenario dello Statuto Albertino[5];
- Fontana luminosa di Torino, tra i monumenti cittadini più ammirati negli anni '50 e '60, oggi in stato di abbandono e degrado;
- Monumento all'Artigliere (anche noto come Arco del Valentino o Arco Trionfale), arco trionfale posto all'ingresso nord, all'inizio di corso V. Emanuele II/ponte Umberto I, eretto nel 1930 e dedicato all'Arma di Artiglieria, su progetto di Pietro Canonica[6][7];
- Statua equestre posta sulla piazzetta d'ingresso del percorso floreale di fianco a Torino Esposizioni, dedicata ad Amedeo I (1845-1890), primo duca dei Savoia-Aosta, monumento opera del 1902 di Davide Calandra[8];
- Statua di Massimo d'Azeglio, opera del 1873 di Alfonso Balzico posta su corso Massimo ang. corso Vittorio[9];
- Monumento dedicato ad Ascanio Sobrero (1812-1888), chimico scopritore della nitroglicerina, opera del 1914 di Carlo Biscarra e Giorgio Ceragioli[10];
- Busto di Cesare Battisti (1875-1916), politico, opera del 1920 di Giuseppe Canavotto (1894-1940)[11];
- Busto dedicato a Nino Costa (1886-1945), poeta, opera del 1947 di Andrea Campi[12];

### Anni recenti
L'11 giugno 1981, un giovane di nome Andrea Sardos Albertini sparì in circostanze misteriose: originario di Trieste, era a Torino per trattare l'acquisto di un'auto nuova. Il suo corpo non venne mai ritrovato, anche se analisi mediante un'innovativa tecnica fotografica a infrarossi indicavano come in un punto del fiume Po all'interno del Parco del Valentino venisse rilevata la probabile presenza di un corpo umano. Nel 1983, dei sommozzatori arpionarono in quello stesso punto dei frammenti di tessuto compatibili coi jeans e i calzini posseduti da Albertini, ma delle difficoltà pratiche spinsero la famiglia a rinunciare a ulteriori tentativi di ricerca nelle acque del fiume; Albertini venne dichiarato morto presunto nel 1992.
Nel XXI secolo tutto il Parco viene riqualificato soprattutto nell'area floreale posteriore a Torino Esposizioni, arricchita di nuove opere artistiche moderne quali, ad esempio, la panchina dei "lampioni innamorati" e i percorsi sensoriali con passeggiate nel giardino roccioso. In prossimità dell'ingresso al Borgo Medievale esiste una colonna che segna le piene del fiume Po ed il livello delle acque raggiunto all'interno del Parco: la maggiore piena fu quella del 17 ottobre 1839 (88 cm da terra), seguita da quella recente del 16 ottobre 2000 (58 cm da terra).
In epoca recente infine, il Parco è stato saltuariamente sfruttato come spazio espositivo all'aperto di varie iniziative, come il Salone internazionale del gusto, il Parco Valentino - Salone & Gran Premio e l'edizione torinese dell'Oktoberfest.
 Tra il 7 e il 14 maggio 2022 il parco ha ospitato l'Eurovision Village in occasione dell'Eurovision Song Contest 2022.

## Galleria d'immagini
| - Borgo medievale all'interno del Parco del Valentino - Illuminazione del monumento a Massimo d'Azeglio, Parco del Valentino, 1961 - Illuminazione del giardino roccioso realizzata da Guido Chiarelli per l'esposizione di FLOR 61 - Scorcio dell'illuminazione del giardino roccioso nel 1961 - Pattinaggio nel 1910 - Monumento all'Artigliere, su corso Vittorio (opera di Pietro Canonica, 1930) - Statua di Cesare Battisti al Valentino - Roseto del parco - Natura del parco - Quintino Sella, politico risorgimentale (opera di Cesare Reduzzi, 1894), trasferita dentro il Politecnico di Torino nel 2019 - Fontana dei 12 mesi restaurata (inizio 2018) |